# جزيرة الفرشة
جزيرة الفرشة هي إحدى الجزر الواقعة في البحر الأحمر، وتتبع منطقة تبوك شمال غرب السعودية. تبلغ مساحة الجزيرة نحو 3,6 كم2 وتبعد عن الساحل بحوالي 0,90 ميل بحري.